# فرنزيسكا مولر
فرنزيسكا مولر (بالألمانية: Franziska Müller) مواليد 12 مارس 1990 في ألمانيا، هي لاعبة كرة يد ألمانية تلعب كجناح أيسر. مثلت منتخب ألمانيا لكرة اليد للسيدات.

## سجل المنافسة
شاركت في البطولات التالية:
- بطولة العالم لكرة اليد للسيدات 2015

## روابط خارجية
- فرنزيسكا مولر على موقع الاتحاد الأوروبي لكرة اليد (الإنجليزية)